# Pertusaria psoromica
Pertusaria psoromica är en lavart som beskrevs av A. W. Archer & Elix. Pertusaria psoromica ingår i släktet Pertusaria och familjen Pertusariaceae.   Inga underarter finns listade i Catalogue of Life.